# Frédéric Vonhof
Frédéric Vonhof (* 1975 in Freiburg im Breisgau) ist ein deutscher Theater-, Film- und Fernsehschauspieler und Synchronsprecher.

## Leben
Vonhof, der dritte Sohn einer französischen Mutter und eines deutschen Vaters, verbrachte seine Kindheit zum Teil in Frankreich und den USA. 1994 machte er am deutsch-französischen Gymnasium gleichzeitig das deutsche und das französische Abitur. Seine Schauspielausbildung, die er mit Diplom abschloss, machte von 1997 bis 2001 er an der Freiburger Schauspielschule und der Hochschule der Künste in Berlin. 
Er spielt in Kino- wie auch in Fernsehfilmen und Serien. Außerdem ist er ab und zu in TV-Werbungen zu sehen.
Frédéric Vonhof synchronisierte Olivier Martinez in dem Film Untreu von Adrian Lyne. Außerdem spricht er unter anderem in den Kinofilmen Master & Commander, 96 Hours, Robin Hood oder Black Swan, sowie in Fernsehserien wie Friends (Stimme von Adam Goldberg), Crossing Jordan, Gossip Girl, Warehouse 13, „Grimm“ oder Die Sendung mit der Maus.
Vonhof hatte Engagements an verschiedenen Theatern, unter anderen am Stadttheater Freiburg, am Stadttheater Fürth, an der Compagnie de comédie Rostock, Komödie der Altstadt, Freiburg sowie am Fränkischen Theater Massbach, den Kammerspielen im E-Werk und den Gebrüder Grimm Märchenfestspielen in Hanau.

## Theater
- Viel Lärm um nichts (William Shakespeare)
- Im Dickicht der Städte (Bertolt Brecht)
- Liebe Jelena Sergejewna (Ljudmila Rasumowskaja)
- Der Floh im Ohr (Georges Feydeau)
- Tod eines Handlungsreisenden (Arthur Miller)
- Endlich Allein (Lawrence Roman)
- Von morgens bis mitternachts
- Die Kleinbürgerhochzeit (Bertolt Brecht)
- Don Juan (Molière)
- Hänsel und Gretel (Brüder Grimm)
- Der eingebildete Kranke (Molière)
- Cash on delivery (Michael Cooney)

## Film/Fernsehen
- 1997: Labyrinth
- 2002: Stag
- 2004: Arturo Ui
- 2004: Vollmond
- 2005: All over now
- 2005: Igel
- 2005: Lilly
- 2006: Im Namen des Gesetzes
- 2006: Valerie
- 2006: Die Flucht
- 2007: Märzmelodie
- 2007: Jakobs Bruder
- 2009: 133[2]
- 2009: Schwerte sehen und sterben
- 2010: Zwölf
- 2010: Die Falle
- 2013: SOKO Wismar
- 2014: Unter Anklage: Der Fall Harry Wörz
- 2014: Der letzte Bulle
- 2016: Das Löwenmädchen
- 2017: Fikkefuchs
- 2017: Schneeblind
- 2018: Aenne Burda – Die Wirtschaftswunderfrau
- 2019: Jerks. (Fernsehserie, Folge: Shalom)
- 2019: Dark (Fernsehserie)
- 2019: Das Damengambit (Miniserie, Originaltitel: The Queen’s Gambit)
- 2019: Die Magnetischen (Originaltitel: Les Magnétiques)
- 2022: Meinen Hass bekommt ihr nicht (Vous n'aurez pas ma haine)
- 2022: Alice (Fernsehfilm)
- 2022: Der Pfad
- 2023: Transatlantic (Fernsehserie)
- 2024: Tatort: Die große Angst

## Synchronrollen (Auswahl)
Quelle: Deutsche Synchronkartei
| Schauspieler       | Film/Serie             | Rolle                 |
| ------------------ | ---------------------- | --------------------- |
| Adam Goldberg      | Friends (Fernsehserie) | Eddie                 |
| Benjamin Millepied | Black Swan             | David                 |
| David Bertrand     | Robin Hood             | französischer Captain |
| Nicolas Giraud     | 96 Hours               | Peter                 |